# 괘갑

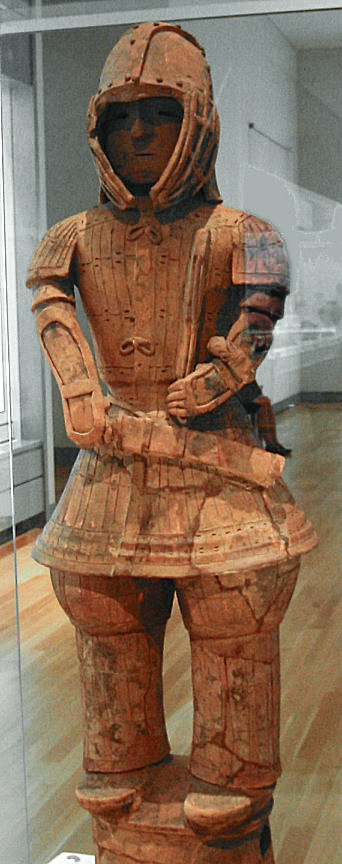
고훈 시대의 괘갑을 입은 토용. 군마현에서 발굴된 것으로 일본의 국보.

괘갑(일본어: 挂甲 케이코우[*])은 고대 일본에서 사용된 갑옷으로, 찰갑의 일종이다.
발굴 유물이 남아있는 고훈 시대의 물건이 유명하지만, 이는 나라 시대의 기록에 남겨진 "괘갑"이라는 명칭을 임의적으로 적용시킨 것으로, 고훈 시대에 "괘갑"을 어떻게 불렀는지는 알려져 있지 않다. 또한 나라 시대의 "괘갑"은 기록에는 남아 있지만 유물이 남아 있지 않기 때문에 반대로 그 생김새를 알 수 없다. 현재까지의 연구에 따르면 고훈 시대의 괘갑과 나라 시대의 괘갑은 상당히 다른 형식이었음이 밝혀지고 있다.